# BT RBDe 4/4

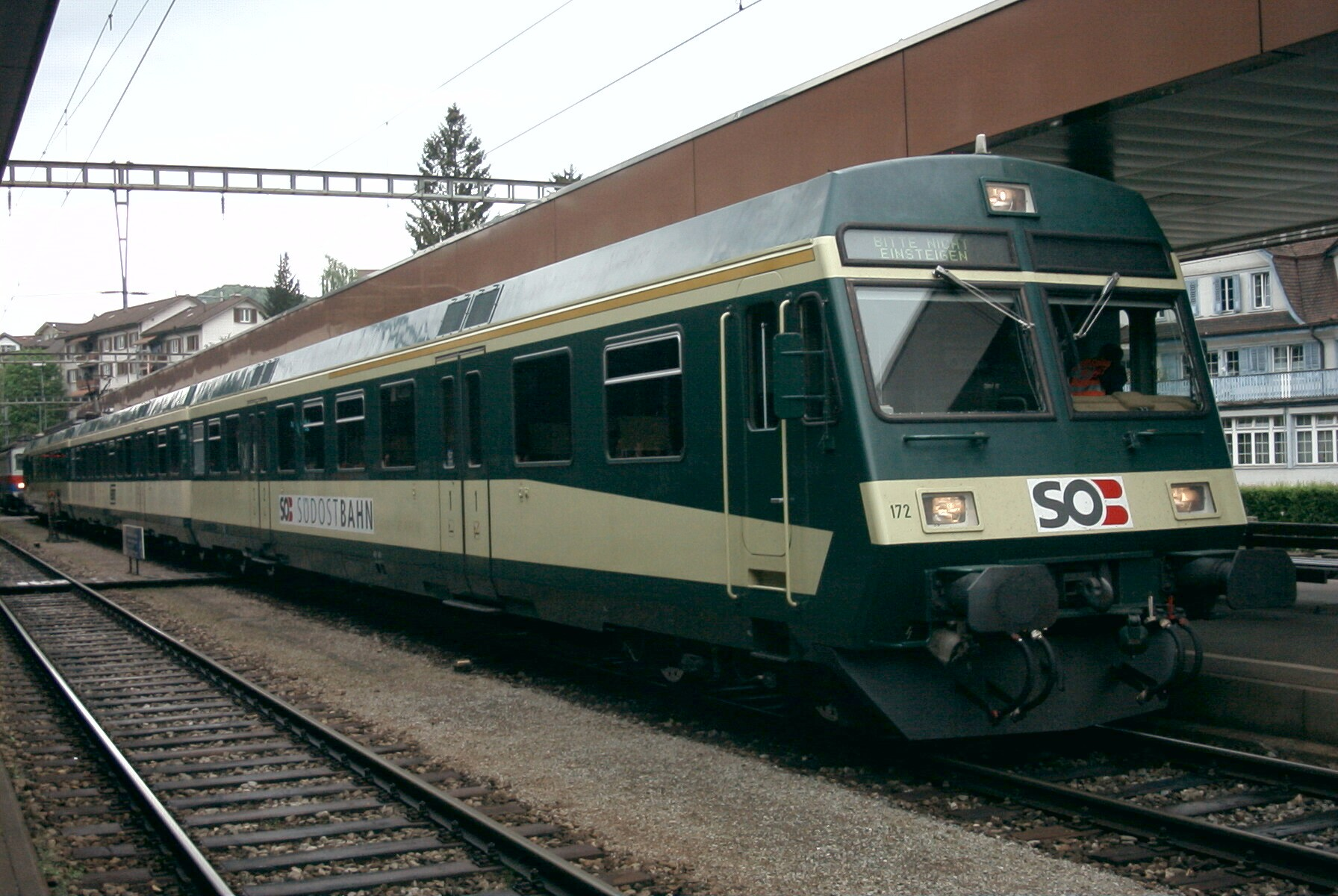
SOB ABt 172 - B 374 - RBDe 566 072 in Herisau

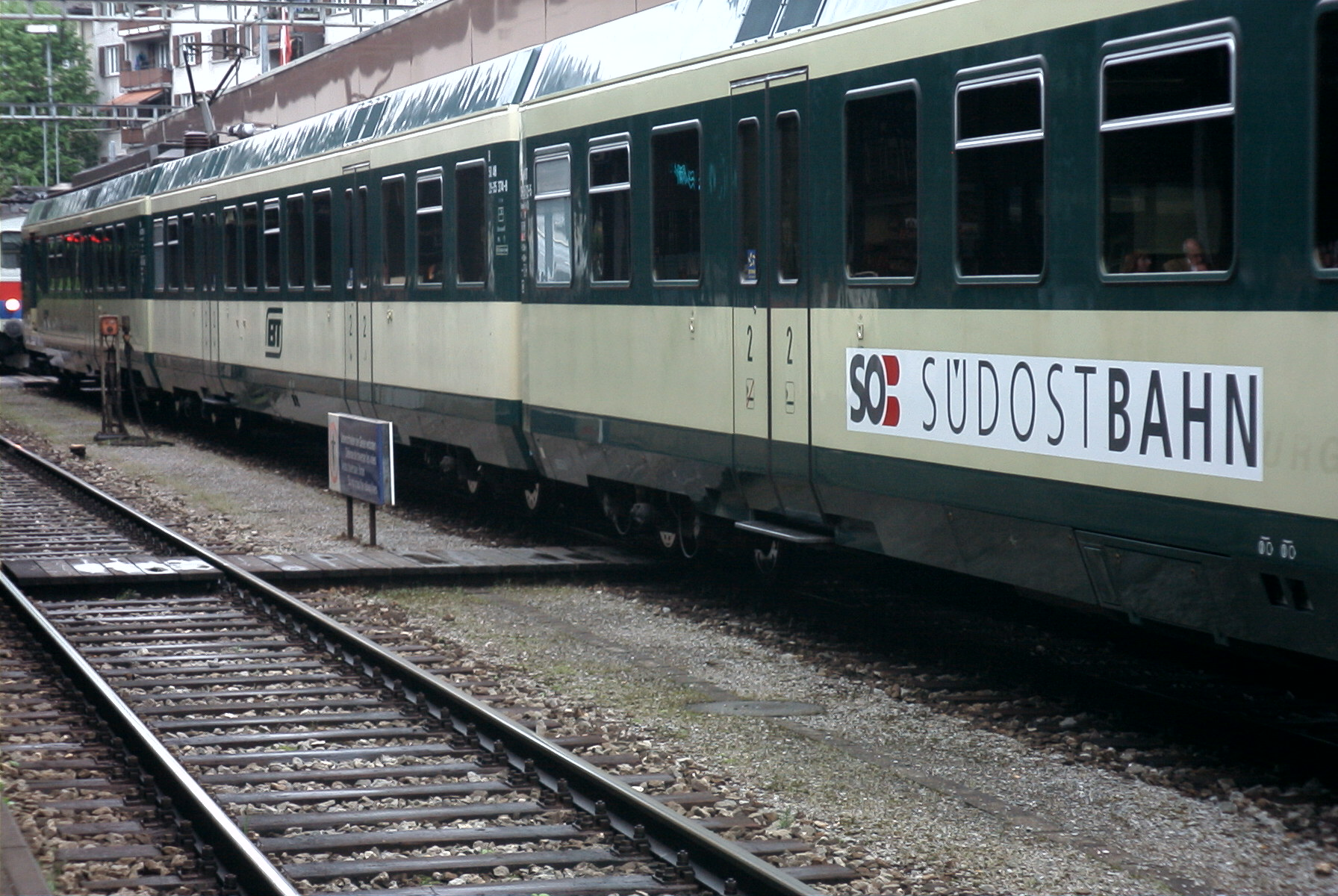
SOB ABt 172 mit neuem SOB-Signet, B 374 noch mit dem alten BT-Signet wie bei Ablieferung

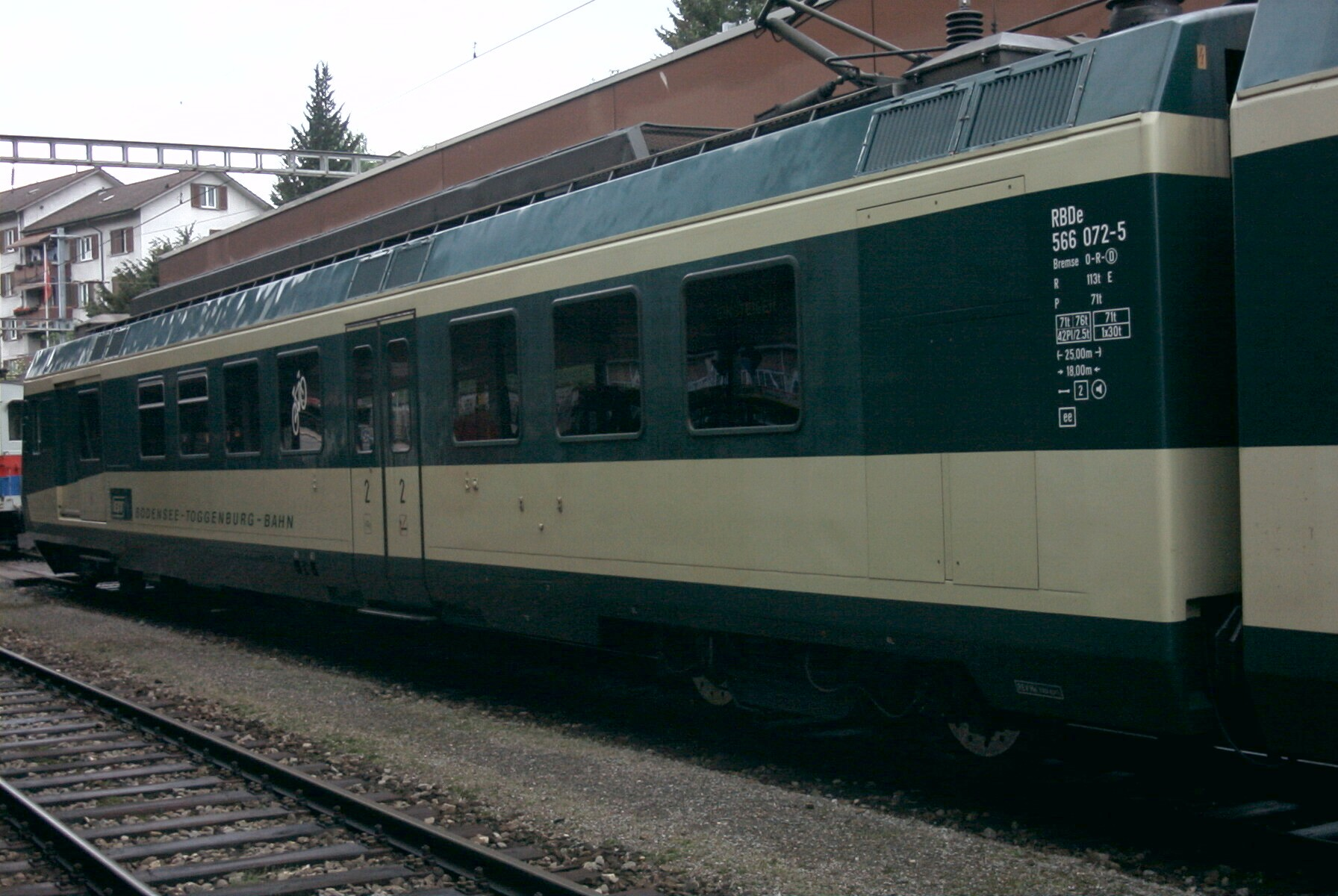
SOB RBDe 566 072 mit dem letzten BT-Signet, vor Fusion, in Herisau

Die Bodensee-Toggenburg-Bahn (BT) beschaffte 6 Triebwagen der Bauart RBDe 4/4, welche heute nach der Fusion zur Schweizerischen Südostbahn (SOB) als RBDe 566 071–076 bei der SOB eingereiht sind. 
Die Triebwagen sind eine Gemeinschaftsentwicklung der damaligen BLS-Gruppe und der BT und gehören zur Gruppe der «Privatbahn-NPZ». Die Zwischen- und Steuerwagen stellen eine Eigenentwicklung der BT dar, die in der Folge als Vorbild für die Steuerwagen der SBB NPZ sowie die BD 281–285 und Bt 984–987 der Sihltal-Zürich-Uetliberg-Bahn (SZU) diente. Im Gegensatz zu den restlichen Fahrzeugen der Privatbahn-NPZ, sind sie auf der Seite der Personenübergänge nicht mit normalen Rollmaterial verbindbar, da sie tiefer liegende Tunnelübergänge besitzen, welche nicht nach UIC-Norm gebaut sind. Zum Rangieren und Überführen sind sie dank der tiefer liegenden UIC-Kupplung mit anderen Fahrzeugen kuppelbar, die Höchstgeschwindigkeit ist dabei aber auf 40 km/h beschränkt.

## Konzept
Für den ab 1982 mit Einführung des Taktfahrplans stark zu verdichtenden Regionalverkehr, insbesondere den Vorortsverkehr in der Agglomeration St. Gallen, benötigte die BT leistungsfähigere und auch zahlreichere Pendelzugskompositionen. Bis dahin besass die BT nur sechs Pendelzüge, davon waren zwei als Umbauten in eigener Werkstätte mit elektrischen Ausrüstungen von 1931 entstanden. Die übrigen Züge verkehrten noch nicht verpendelt. Die vier Pendelzüge mit Hochleistungstriebwagen wurden auch für den Verkehr über die Direkte Linie Nordostschweiz-Zentralschweiz (heute Voralpenexpress) benötigt.
Die sechs neuen Pendelzüge wurden als fixe Einheiten RABDe 4/12 geplant, technisch waren es aber Einzelfahrzeuge, die im Prinzip auch in anderer Zusammenstellung, als zwei- oder vierteilige Pendelzüge verwendet werden konnten. Zwingend war und ist die Verwendung eines Trieb- und eines Steuerwagens, die beide je einen Führerstand ohne Übergangsmöglichkeit aufweisen. Das Prinzip der fixen Einheit und das Bestreben nach möglichst tiefem Wagenboden (zu einer Zeit, da Niederflur noch kein Begriff war) führte zu einer Tieferlegung des Wagenübergangs und zur Ausrüstung mit gut dichtenden Tunnelübergängen. Damit konnten die Einstiegsplattformen auf 885 mm über SOK abgesenkt werden (gegenüber 1030 mm der BLS-Steuer- und Zwischenwagen). Der Neigungswinkel von 37° des Einstiegs wurde auch für den Triebwagen übernommen, wegen der elektrischen Ausrüstung unter dem Wagenboden ergab sich aber eine Trittstufe mehr. Die doppelflügligen Aussenschwingtüren sind im geschlossenen Zustand aussenbündig. Diese Türen haben im Gegensatz zu den Schwenkschiebtüren keine Führungen aussen. Der Sitzteiler beträgt in der zweiten Klasse durchwegs 1750 mm und in der ersten Klasse (Steuerwagen) 2090 mm.
Die elektrische Ausrüstung wird charakterisiert durch die Thyristorsteuerung, auch Phasenanschnittsteuerung genannt. Diese wird gespeist aus einem Transformer des Typs LOT 2100 in radialgeblechter Bauart. Die Gleichstromfahrmotoren sind vom Typ 4FXM3252 aus der BBC K-Baureihe. Zur Kraftübertragung dient ein BBC-Gummiantrieb Typ BGA 20.01. Die eingebaute Widerstandsbremse erlaubt die elektrische Bremsung des Zuges bis zum Stillstand.
Der erste Zug bestand aus RBDe 4/4 71, dem Zwischenwagen B 371 und dem Steuerwagen ABt 171. Die folgenden Züge waren gleich zusammengesetzt, aber die Fahrzeuge hatten je die Endziffern 2 bis 6.

## Einsatz
Auf den Fahrplanwechsel im Mai 1982 waren erst die Züge 71 und 72 einsatzbereit. Dies erforderte den vollständigen Einsatz aller vier Hochleistungstriebwagen und einer Ersatzkomposition mit BT-Lok Be 4/4 einem BD, einem SBB-Leichtstahlwagen und dem ABt 142 aus den selbst gebauten Vorortspendelzügen. Die Reserve war bis zum Eintreffen des Zuges 73 bei Null. Mit gewohnt sorgfältigem, vorbeugendem Unterhalt wurde diese schwierige Periode ohne nennenswerte Problem gemeistert.
Die Verkehrszunahme führte zum Wunsch, die Züge um einen Wagen zu verlängern. So kamen 1991 sechs weitere Zwischenwagen B 381–386 in Betrieb, die unter Übereinstimmung der Endziffern in die sechs Pendelzüge eingereiht wurden. Die Wagen waren baugleich mit den B 371–376, hatten aber SIG- statt Wegmanndrehgestelle und waren mit Magnetschienenbremsen ausgerüstet.
Die vierteiligen Kompositionen erwiesen sich dann aber wiederum für gewisse Einsätze als zu gross. Ein Umgruppieren von Fahrzeugen war aber wegen der speziellen Übergänge nicht möglich. So wurden die B 381–386 bereits 1996 umgebaut. Sie erhielten je einseitig einen Gummiwulstübergang mit Wagenübergang auf Normalhöhe, womit sie nur noch paarweise eingesetzt werden können. Es wurden damit folgende Formationen möglich, die Wagennummern dienen nur als Beispiel:
- B 371 mit RBDe-ABt als dreiteilige Komposition
- B 371 und 372 mit RBDe-ABt als vierteilige Komposition
- B 381–382 mit RBDe-ABt als vierteilige Komposition (381 und 382 am Gummiwulstende gekuppelt)
- B 382–381 in beliebigen Pendelzug mit Lok oder Hochleistungstriebwagen eingereiht (382 und 381 mit Tunnelübergang gekuppelt)

Die fixe Zuordnung von Fahrzeugen mit gleicher Endziffer wurde damit aufgegeben.
Die SOB plante, die Züge durch Stadler Flirt abzulösen und bot sie zum Verkauf an. Es gab aber keine Interessenten.
Die Zwischenwagen 381–386 sind seit Fahrplanwechsel Ende 2013 umlackiert in einzelnen Voralpenexpress-Kompositionen im Einsatz. Die Pendelzüge werden für einige kleinere Leistungen verwendet, unter anderem seit Juni 2014 als S27 Siebnen-Ziegelbrücke ohne Zwischenwagen.